# Oorlog van de Tweede Draak
De Oorlog van de Tweede Draak is een oorlog uit de serie Het Rad des Tijds van de Amerikaanse auteur Robert Jordan.
De oorlog begon toen Guaire Amalasan zichzelf de Herrezen Draak noemde, hoewel betwist door de Aes Sedai. Guaire Amalasen kon saidin geleiden, en had binnen een jaar de natie Darmovan stevig in handen, waarna hij Elan Dapor en Balasun veroverde. Ondanks pogingen hem tegen te houden had hij een jaar later ook de naties Kharendor, Dhowlan, Shiota en Farashelle stevig in zijn greep. Met de Voorspellingen van de Draak in zijn achterhoofd begon hij een opmars naar de stad Tyr, waarin de Steen van Tyr het magische zwaard Callandor lag, hét teken van de Herrezen Draak.
Na de naties Nerevan en Esandara te hebben veroverd begon zijn leger de belegering van de Steen. Geholpen door 31 Aes Sedai hield deze echter stand. Amalasan behield de belegering, maar begon ook een invasie van de naties Talmour en Khodamar. In veel nog vrije naties rees de gedachte dat slechts de echte Herrezen Draak zoveel kon bereiken, en machtige rijken zagen zich geconfronteerd met Draakgezworenen. Ten slotte versloeg Artur Haviksvleugel hem, toen hij met een minderheid won. Deze veldslag luidde het begin in van het einde: Amalasan werd gevangengenomen en naar Tar Valon gebracht.
Toen het nieuws van de gevangenneming bekend werd, haastten twee van Amalasans luitenants zich met een leger van 100 000 man naar Tar Valon. Gevechten braken uit in de stad zelf toen het leger van Artur Haviksvleugel de stad ook binnentrok. De gevechten woedden zelfs in de Witte Toren, maar Amalasan werd toch gestild. Zijn leger vluchtte na dat bericht in angst weg, en zijn rijk verbrokkelde.